# ویلیام ریچاردسون
ویلیام ریچاردسون (به انگلیسی: William Richardson) زادهٔ ۲۹ مه ۱۹۰۹ بازیکن فوتبال اهل انگلستان بود که سابقهٔ بازی در تیم ملی فوتبال انگلستان را در کارنامهٔ خود داشت. وی در تاریخ ۱۸ مه ۱۹۳۵ تنها بازی ملی خود را در مقابل تیم ملی فوتبال هلند انجام داد.